# Moritz Hauptmann

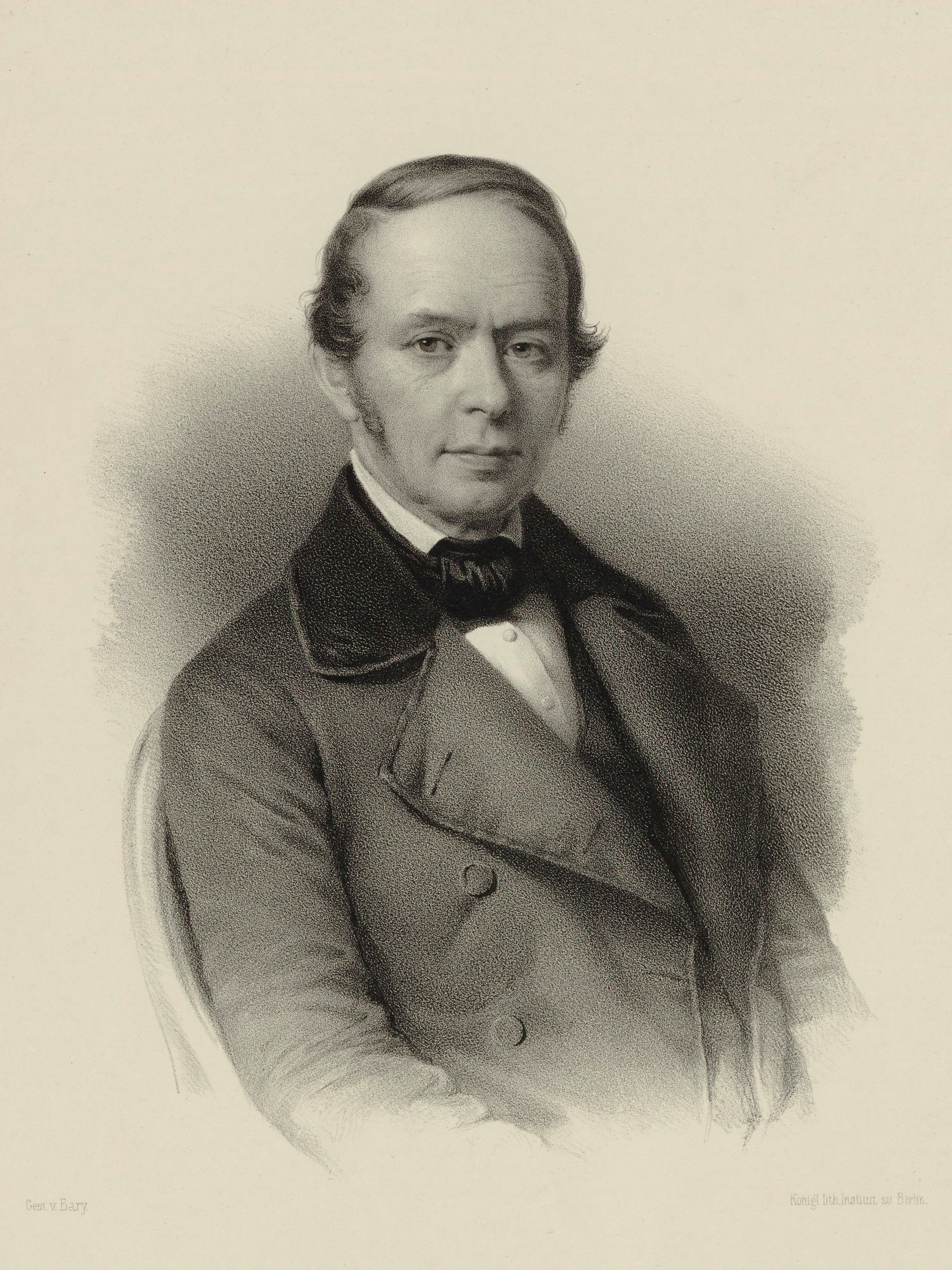
Moritz Hauptmann

Moritz Hauptmann (* 13. Oktober 1792 in Dresden; † 3. Januar 1868 in Leipzig) war ein deutscher Komponist, Geiger und Musiktheoretiker. Seine von der Hegelschen Dialektik beeinflusste Interpretation des Dur-Moll-Gegensatzes gab den Anstoß für die Theorie des harmonischen Dualismus.

## Leben
Moritz Hauptmann erhielt seine musikalische Ausbildung u. a. bei Ludwig Spohr, mit dem ihn später eine tiefe Freundschaft verband. Im Jahre 1812 wurde er als Geiger in die Dresdner Hofkapelle aufgenommen, der er bis 1815 angehörte. Später ging er nach Russland, wo er hauptsächlich privaten Musikunterricht erteilte. Anfang der 1820er Jahre kehrte Hauptmann nach Deutschland zurück und wurde 1822 Violinist an der kurfürstlichen Hofkapelle in Kassel, wo er wiederum mit Spohr zusammenarbeitete.
Im Jahr 1842 wurde Hauptmann auf Empfehlung des Gewandhaus-Kapellmeisters Felix Mendelssohn Bartholdy (1809–1847) Thomaskantor und Musikdirektor in Leipzig. Dieses Amt hatte er bis zu seinem Tode inne. Im Jahr 1843 übernahm er zusätzlich die Stellung eines Lehrers der Musiktheorie am Konservatorium Leipzig. Gemeinsam mit Otto Jahn gründete er im Jahre 1850 die Bach-Gesellschaft, deren erster Vorsitzender er wurde. Er gab die ersten drei Bände der Bach-Gesamtausgabe heraus.
Am 3. Januar 1868 starb Moritz Hauptmann im Alter von 75 Jahren in Leipzig. Im Jahr 1873 wurde eine Straße in der Leipziger Westvorstadt („Bachviertel“) nach ihm benannt (Hauptmannstraße). Auch im Dresdner Stadtteil Mickten gibt es eine nach ihm benannte Hauptmannstraße.
Hauptmanns Kompositionen umfassen sowohl geistliche als auch weltliche Werke. Er schuf hauptsächlich Chorwerke, Lieder und Motetten. Als Musiktheoretiker und Musikpädagoge genoss er vor allem in der zweiten Hälfte des 19. Jahrhunderts einen ausgezeichneten Ruf. Zu seinen Schülern zählten beispielsweise Hans von Bülow, Joseph Joachim, Edvard Grieg, Friedrich Curschmann, Salomon Jadassohn, Karl Juljewitsch Dawidow, Gustav Graben-Hoffmann, Norbert Burgmüller, Hugo Staehle, Moritz Heinrich Hauser, Albert Dietrich sowie Ferdinand Breunung. Seine musiktheoretischen Schriften erregten seinerzeit großes Aufsehen. Seine Werke und sein Wirken sind heute nahezu in Vergessenheit geraten, hatten allerdings durchaus Einfluss auf die Entwicklung der neueren US-amerikanischen Harmonie-Theorien, z. B. auf David Lewin.

## Familie
Hauptmann heiratete 1841 Susette Hummel (* 12. März 1811 in Paris; † 30. Oktober 1890 in Leipzig), die Tochter des Kasseler Akademiedirektors Ludwig Hummel und der Malerin Marianne von Rohden.

## Werke

### Kompositionen
- Wunderbar ist mir geschehn
- Himmelslicht
- Wandrers Nachtlied
- Die Nacht ist gekommen
- Frühlingsliebe
- Mailied
- Abendruhe
- Frühzeitiger Frühling
- Herr, höre mein Gebet
- Gebet „Gott sei uns gnädig“
- Lobe den Herrn, meine Seele
- Salve Regina
- Morgengesang „Komm, lasset uns“
- Christe, du Lamm Gottes
- Wer unter dem Schirm des Höchsten
- Lauda anima mea Dominum
- Salvum fac regem, Domine (Verleih uns Frieden, Herr und Gott)
- Meine Seel ist stille zu Gott (nach Psalm 62, 2+7) op. 53,1 (erschienen in CV 2092)
- Herr, ich schrei zu dir (nach Ps Ps 141, 1+8; Ps 140, 13) (erschienen im CV)
- 25 Canons. Op. 59 (No. 2 der nachgelassenen Werke). Hrsg. von S. Jadassohn. Fr. Kistner, Leipzig (PNr. 3294) 1868.

viele Lieder für Solostimme und Klavier
u. a. „Quel vago impallidir“ (Petrarca), op. 29,2
(erschienen in „Petrarca-Lieder“ H 7934, Editio Bärenreiter (2005))

### Schriften
- Die Natur der Harmonik und der Metrik: zur Theorie der Musik. Nachdr. der Ausg. Breitkopf und Härtel, Leipzig 1853: Olms, Hildesheim / Zürich / New York 2002, ISBN 3-487-11703-7.
  - The nature of harmony and metre. Nachdruck der Ausgabe Sonnenschein, London 1893: Da Capo Press, New York 1991, ISBN 0-306-76298-6.